# Nordens Ark
Nordens Ark er en dyrepark i Sotenäs kommune ved Åbyfjorden, mellem Lysekil, Munkedal og Kungshamn i Västra Götalands län. Parken drives af Stiftelsen Nordens Ark som et avlsanlæg for truede dyrearter. Nordens Ark er åben for besøgende hele året, og besøges af cirka 100 000 gæster om året. Navnet Nordens Ark er et ordspil med Bibelens beretning om Noas ark.

## Stiftelsen Nordens Ark
Stiftelsen Nordens Ark som driver parken støttes blandt andet af sponsorer samt gaver og donationer fra privatpersoner.

### Støtteforeningen Nordens Arks Venner
Nordens Ark har sin egen støtteforening, kaldet Nordens Arks Vänner. Den har cirka 6 000 medlemmer.

## Dyr i Nordens Ark
I parken kan bl.a. ses:
- Amfibier
- Amurleopard
- Amurtiger
- Europæisk vildkat
- Dværggås
- Polarræv
- Sneugle
- Gemse
- Hvidnakket trane
- Gotlandsruss
- Jerv
- Lapugle
- Gaupe
- Malle
- Mankeulv
- Slanger
- Pallas' kat
- Vandrefalk
- Przewalskihest
- Rød panda
- Slagugle
- Skrueged
- Sneged
- Sneleopard
- Odder
- Ulv
- Stork

## Eksterne links
- Wikimedia Commons har flere filer relateret til Nordens Ark
- officille webside

58°26′35″N 11°26′09″Ø / 58.44306°N 11.43583°Ø